# Thomas A. Osborn

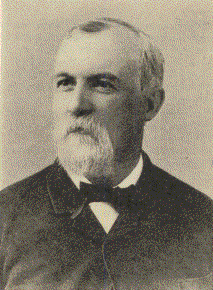
Thomas A. Osborn

Thomas Andrew Osborn (* 26. Oktober 1836 in Meadville, Pennsylvania; † 4. Februar 1898 ebenda) war ein US-amerikanischer Politiker und von 1873 bis 1877 der sechste Gouverneur des Bundesstaates Kansas.

## Frühe Jahre und politischer Aufstieg
Thomas Osborn wuchs in seiner Heimat in Pennsylvania auf und besuchte dort die öffentlichen Schulen. Später machte er eine Lehre im Druckereigewerbe. Mit dem verdienten Geld konnte er seine weitere Ausbildung finanzieren. Nach einem Jurastudium und der 1857 erfolgten Zulassung als Rechtsanwalt ließ er sich in Elwood (Kansas) nieder, wo er seinen neuen Beruf ausübte.
Osborn war seit 1859 als Mitglied der Republikanischen Partei politisch aktiv. Zwischen 1860 und 1863 war er Mitglied und zeitweise sogar Vorsitzender des Senats von Kansas. In dieser Eigenschaft hatte er den Vorsitz bei den Verhandlungen gegen Gouverneur Charles L. Robinson, gegen den ein erfolgloses Amtsenthebungsverfahren eingeleitet worden war. Die folgenden zwei Jahre bis 1865 diente er als Vizegouverneur unter Gouverneur Thomas Carney. Nach dem Ende seiner Amtszeit im Jahr 1865 wurde er zum US Marshal für den Staat Kansas berufen. Diesen Posten behielt er bis 1867. In diesem Jahr wurde er von US-Präsident Andrew Johnson seines Amtes enthoben, weil er sich im Kampf zwischen dem Präsidenten und dem radikal republikanisch gesinnten Kongress in Washington, D.C. auf die Seite der Radikalen Republikaner schlug. Seine Entlassung machte ihn bei seiner Partei in Kansas noch populärer, weil man dort ebenfalls auf der Seite von Johnsons Gegnern stand. Im Jahr 1868 stieg Osborn in den Vorstand der Republikanischen Partei von Kansas auf und im Jahr 1872 wurde er von seiner Partei als Kandidat für die anstehende Gouverneurswahlen nominiert.

## Gouverneur von Kansas
Nach der erfolgreichen Wahl konnte Thomas Osborn seine insgesamt vierjährige Amtszeit, einschließlich einer Wiederwahl im Jahr 1874, am 13. Januar 1873 antreten. Seine Amtszeit war von drei Problemen überschattet. Zum einen zerstörte eine Heuschreckenplage im Jahr 1874 fast die gesamte Ernte, was für die Farmer einer Katastrophe gleichkam und fast zu einer Hungersnot führte. Die Regierung stellte den Distriktverwaltungen finanzielle Mittel zur Verfügung, die vor Ort den Betroffenen helfen sollten. Das zweite Problem, mit dem sich die Regierung Osborn auseinandersetzen musste, waren Indianerunruhen nach der Ermordung eines Häuptlingssohnes. Die Siedler und die Regierung riefen die US-Kavallerie zu Hilfe, um dieses Problem militärisch zu lösen. Das dritte Ereignis jener Tage war ein Skandal in der Staatsregierung: Finanzminister Josuah Hayes wurde wegen massiver Veruntreuung von Staatsgeldern seines Amtes enthoben.
In Osborns Amtszeit wurde auch eine neue Schulaufsichtsbehörde ins Leben gerufen. In der Hauptstadt Topeka wurde der Bau eines Krankenhauses geplant und die Verfassung wurde reformiert. Letzteres betraf vor allem die Amtszeiten der Senatoren und Abgeordneten des Staates. In seiner Amtszeit wurde außerdem das Eisenbahnnetz weiter ausgebaut. Damals siedelten sich viele aus Russland eingewanderte Mennoniten im Tal des Arkansas River an, was im südlichen Kansas zur Gründung von neuen Orten und Countys führte.

## Weiterer Lebenslauf
Nach dem Ende seiner Amtszeit bewarb sich Osborn 1877 vergeblich um einen Sitz im US-Senat. Stattdessen wurde er als Nachfolger von Cornelius Ambrose Logan zum Botschafter der Vereinigten Staaten in Chile ernannt. Dieses Amt bekleidete er zwischen 1877 und 1881. Er war an der Verhandlungen zum Grenzvertrag von 1881 zwischen Chile und Argentinien maßgeblich beteiligt. Es folgte eine weitere Berufung als Botschafter nach Brasilien, wo er zwischen 1881 und 1886 als Nachfolger von Henry Washington Hilliard die amerikanische Vertretung leitete. Nach seiner Rückkehr war er 1888 Delegierter zur Republican National Convention. Dort führte er die Delegation aus Kansas an. Zwischen 1889 und 1897 war Osborn auch Mitglied des Senats von Kansas.
Darüber hinaus war er auch geschäftlich aktiv. Er war im Bankwesen, im Immobiliengeschäft und bei der Eisenbahn beteiligt. Bis zu seinem Tod war er Direktor einer Eisenbahngesellschaft. Thomas Osborn starb 1898 in Meadville auf dem Rückweg von New York City, wo er eine Versammlung der Eisenbahndirektoren besucht hatte. Er war mit Julia Delahay verheiratet; das Paar hatte ein gemeinsames Kind.